# Lepisorus mucronatus
Lepisorus mucronatus är en stensöteväxtart som först beskrevs av Fée, och fick sitt nu gällande namn av Li Wang. Lepisorus mucronatus ingår i släktet Lepisorus och familjen Polypodiaceae. Utöver nominatformen finns också underarten L. m. dura.